# Арбен Джафери
Арбен Джафери (на македонска литературна норма: Арбен Џафери; на албански: Arben Xhaferi) е политик от Северна Македония с албански произход.

## Биография
Арбен Джафери е роден на 24 януари 1948 година в град Тетово, Западна Македония. Следва философия в Белград. До 1990 година работи като главен редактор на културната редакция в Радио и Телевизия на Косово в Прищина. Създател и почетен председател на Демократическата партия на албанците в Северна Македония (ДПА), неин председател 14 години. Неговата партия е коалиционен партньор в правителството на Любчо Георгиевски, в периода 1998 – 2002 година.
През 2001 година той е сред участниците подписали Охридското споразумение, с което се прекратява въоръжения конфликт между Армията за национално освобождение и македонските сили за сигурност и поставя основата за подобряване на правата на етническите албанци.
През юни 2007 година поради здравословни причини спира да се занимава с политика. Продължава да е активен като публицист и общественик. През месец май 2011 година Джафери се завръща в политиката, като е кандидат от ДПА на извънредните парламентарни избори.